# Gewoon biggenkruid
Gewoon biggenkruid (Hypochaeris radicata) is een plant uit de composietenfamilie (Asteraceae). De plant heeft vertakte, onbehaarde stengels die met melksap gevuld zijn. De soort wordt 20–60 cm hoog en groeit op allerlei grazige plaatsen.
De bloem is geel. Er zijn alleen lintbloemen aanwezig. De buitenste lintbloemen zijn groen of grijs aan de onderzijde. Het hoofdje heeft een doorsnede van 2,5–4 cm; het zit op een kale, bovenaan vertakte stengel met kleine schutblaadjes. De bloeiperiode loopt van juni tot september. De bladeren vormen een breed langwerpig bladrozet, dat getand kan zijn of afgeronde insnijdingen kan hebben. Meestal zijn ze ruwbehaard. De eindlob is afgerond.
Gewoon biggenkruid draagt een nootje met een lichtbruine haarkroon. Behalve door uitzaaiing vindt verspreiding plaats door het uitlopen van zijrozetten.
De plant kwam oorspronkelijk voor in Zuidwest-Azië en Europa en is later over de gematigde streken van alle andere werelddelen verspreid geraakt. Het voorkomen is in Nederland en België algemeen en sinds 1950 gelijk gebleven of toegenomen.

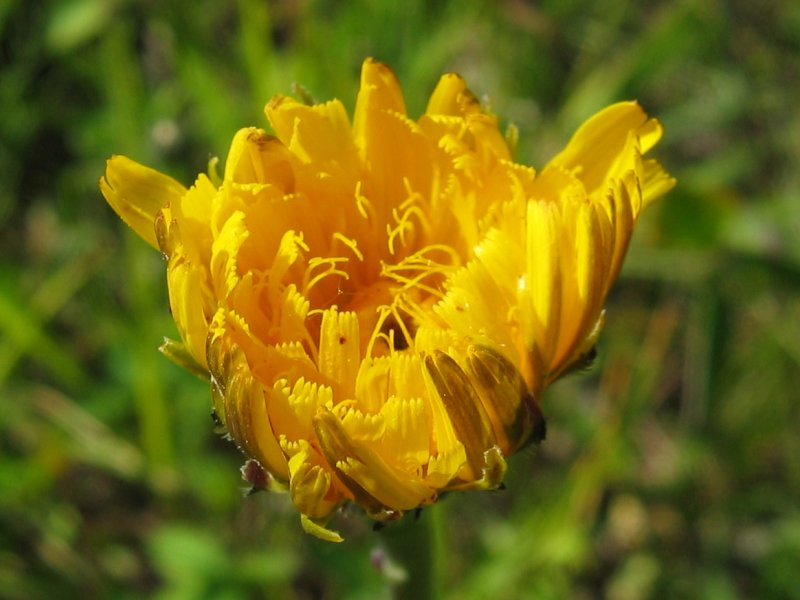
Bloemhoofdje met lintbloemen en stempels
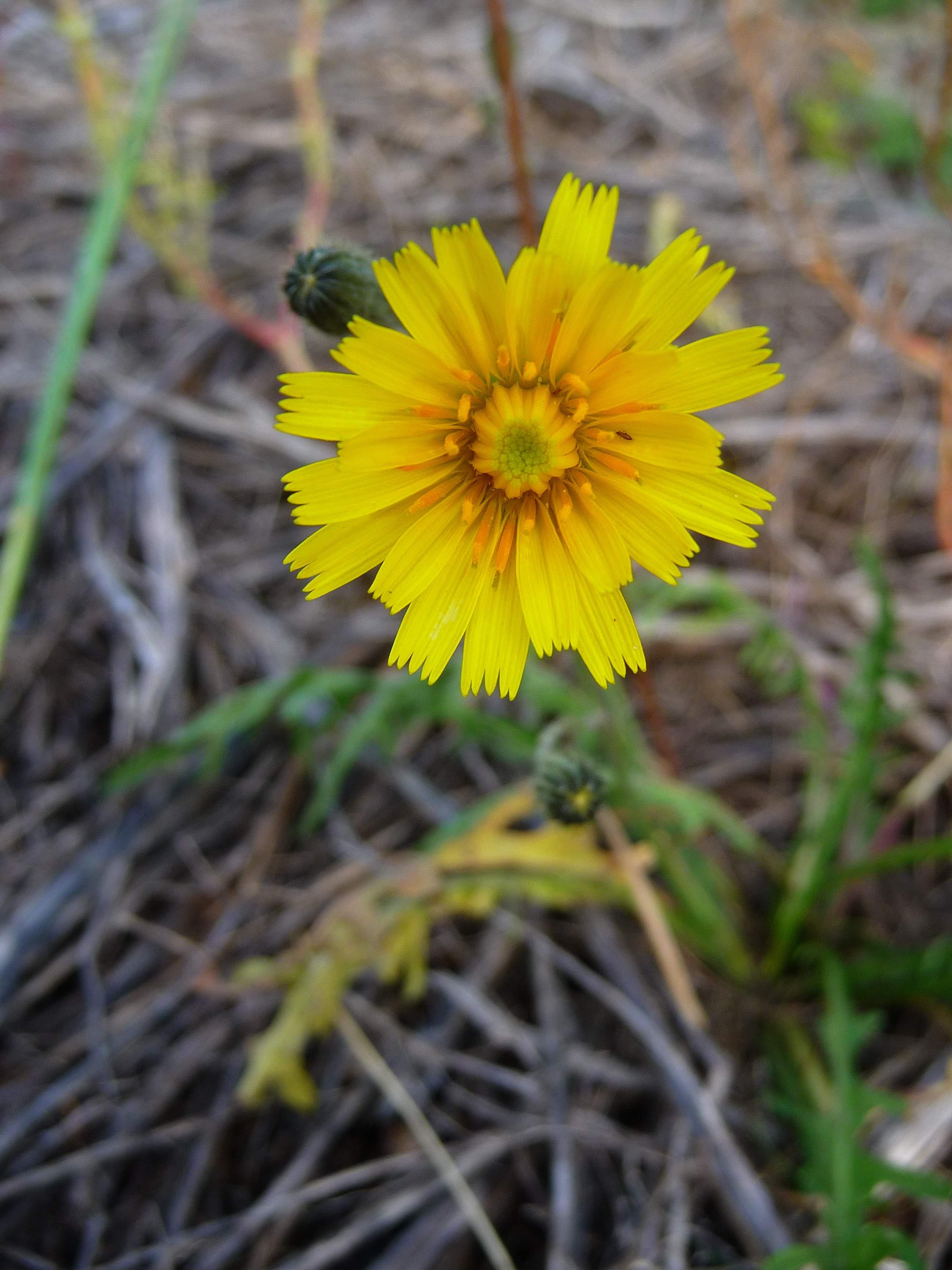
Bloemhoofdje
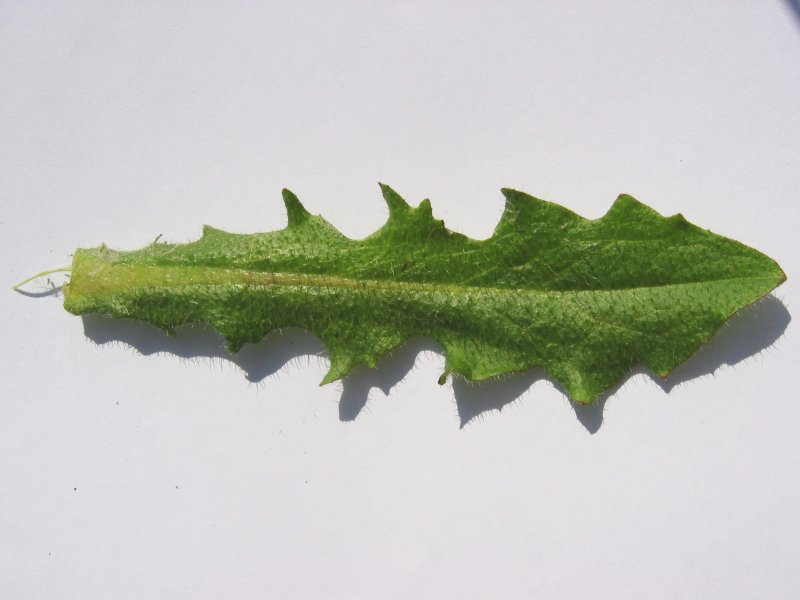
Het blad is ingesneden

## Plantengemeenschap
Gewoon biggenkruid is een kensoort voor de klasse van droge graslanden op zandgrond (Koelerio-Corynephoretea), een groep van plantengemeenschappen van droge graslanden op voedselarme zandgronden.